# Richard Simon (Theologe)

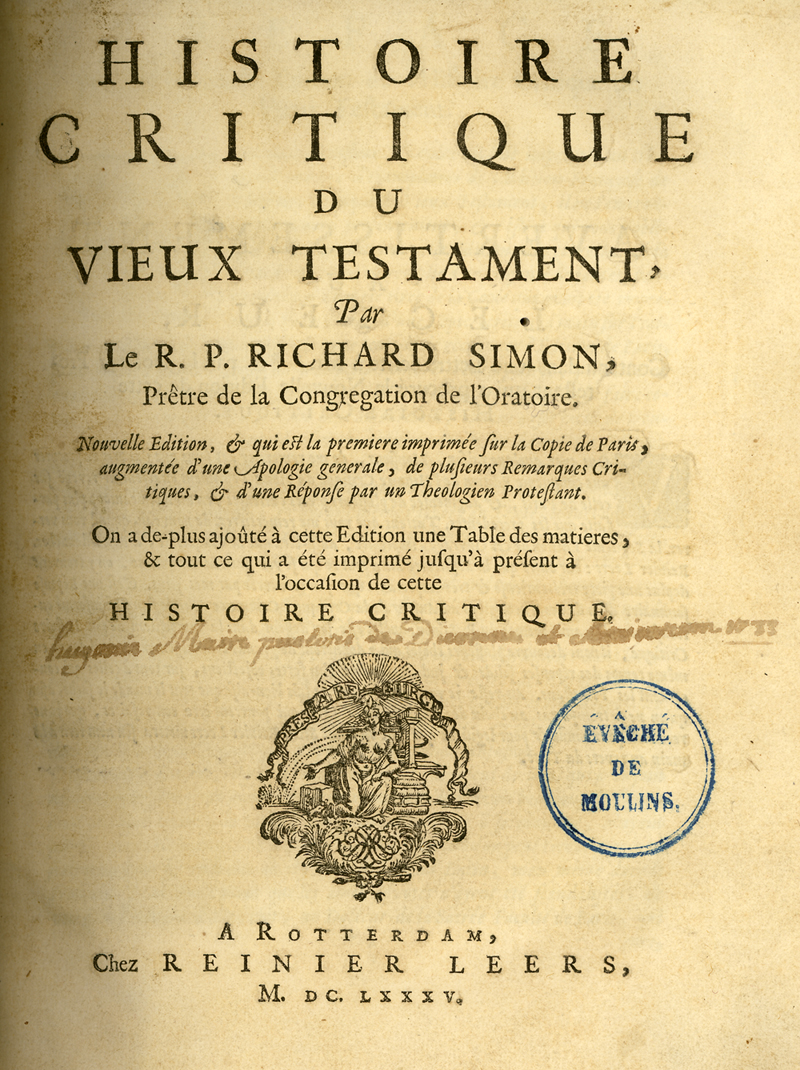
Titelblatt von Richard Simons Hauptwerk

Richard Simon (* 13. Mai 1638 in Dieppe; † 11. April 1712 ebenda) war französischer römisch-katholischer Theologe, Philosoph und Historiker. Richard Simon setzte sich sehr frühzeitig mit der Variantenvielfalt alt- und neutestamentlicher Texte auseinander und gilt als ein wesentlicher Begründer der historisch-kritischen Methode in den Bibelwissenschaften.

## Leben
Richard Simon wurde in Dieppe geboren, wuchs in einem streng katholischen Elternhaus auf und studierte an der Sorbonne Theologie.
„1662 wurde er nach einem missglückten ersten Versuch (1658) als Novize bei den Oratorianern aufgenommen. Diese übertrugen ihm abwechselnd eine Dozentur am Ordenskolleg in Juilly und den Posten eines Hilfsbibliothekars in der ausgezeichneten Bibliothek des Oratoriums in der rue Saint-Honoré (Paris) (1663–1678). 1670 wurde er zum Priester geweiht. Die Jahre 1662–1678 gelten als die fruchtbarste Zeit für seine literarische Tätigkeit. In der genannten und in den übrigen Bibliotheken (bes. der königlichen) von Paris fand er die nötige Primär- und Sekundärliteratur für seine biblischen und orientalischen Studien. Flankiert wurde dies durch den fruchtbaren Kontakt mit talmud- und rabbinischer Literatur kundigen Juden (bes. Jona Salvador). Unter solchen hervorragenden Voraussetzungen wurde er zum Begründer der biblischen Einleitungswissenschaft, was er mit seinem Hauptwerk, der Histoire critique du Vieux Testament, 1678 dokumentierte. Das in mehr als 1300 Exemplaren bis auf Titelblatt und Widmung druckfertige Werk wurde aber auf Betreiben des bei Hofe einflussreichen Bischofs Jacques Bénigne Bossuet beschlagnahmt, konfisziert und offiziell verbrannt. Simon kam 1678 durch seinen Ordensaustritt einem offiziellen Ausschluss zuvor. Er zog sich nach Bolleville zurück. Von dort kam er 1682 wieder nach Dieppe. In dieser Zeit blieb er seinem Priesterberuf treu, feierte täglich die hl. Messe und betrachtete sich als treuen Katholiken. Einige gerettete Exemplare seines konfiszierten Hauptwerkes bildeten die Grundlage für eine Neuauflage 1685 in Rotterdam (mit neuem Vorwort).“
Richard Simons entscheidende Studie zum Neuen Testament ist die Histoire critique du texte du Nouveau Testament, die 1689 in Rotterdam erschien. Richard Simon wollte mit seiner Veröffentlichung nachweisen, dass allein die von Hieronymus zusammengestellten Texte die Basis für theologische Reflexionen darstellen könnten. Er untersuchte die Unsicherheiten und Abweichungen in der Überlieferung des Bibeltextes und des biblischen Erzählgutes. Aufgrund der teils erheblichen Divergenzen zwischen den biblischen Textvarianten könne der christliche Glaube nicht allein auf der Schrift gegründet sein. Simon erkannte, dass die verschriftlichten biblischen Erzählungen eine Vorgeschichte haben, dass sie ältere mündliche Überlieferungen fixieren. Anders gesagt: Es gab eine Tradition schon vor der Schrift. Diese Auffassung stand im Widerspruch zum protestantisch-reformatorischen Grundsatz der sola scriptura.
Richard Simon unterstützte daher die in der katholischen Kirche vertretene Lehre der apostolischen Tradition, das heißt, dass es zusätzlich zu den Schriften eine tradierte Interpretation gebe, die allein durch die (katholische) Kirche überliefert sei. In späteren Schriften griff Richard Simon die protestantische Lehrmeinung noch direkter an:

„Die großen Veränderungen, die die Manuskripte der Bibel kennzeichnen … da die ersten Originale verloren gegangen sind, vernichten die Prinzipien der Protestanten völlig …, die nur dieselben Manuskripte der Bibel zurate ziehen, in der Form, wie sie heute sind. Wenn die Wahrheit der Religion nicht in der Kirche weitergelebt hätte, wäre es nicht sicher, nach ihr in Büchern Ausschau zu halten, die so vielen Veränderung unterworfen wurden und die in so vielen Fällen vom Willen des Kopisten abhängig waren.“

## Werk
Simon postulierte, dass Juden- und Christentum im Unterschied beispielsweise zum Islam keine Buchreligionen seien. Sie seien vielmehr „personale Offenbarungsreligionen“, in deren Mittelpunkt des Glaubens Gott stehe, der sich in und mit der Freiheit konkreter historischer Personen offenbare. In Jesus Christus, dem Knecht Gottes, sei die Gottes-Sohnschaft Israels zur Vollendung gekommen.
Deshalb, so Simons Ansicht, sei auch eine historisch-kritische Untersuchung der Bibel möglich, ohne den Glauben zu destruieren. Die Bibel sei nicht die Offenbarung selbst, sondern lediglich ein Zeugnis davon, das aus verschiedenen literarischen Gattungen und Redaktionsstufen bestehe, die es eben auch historisch zu exegetisieren gelte.
Die Frage, ob Gott existiere und ob Gott ein Gott der Lebenden sei, der seinen Knecht Jesus von Nazareth, aber letztlich alle Menschen vom Tode auferwecken könne, sei eine philosophische Frage, die vom Geltungsanspruch her betrachtet nicht an das biblische Zeugnis geknüpft sei. Das alte unangetastete Klischee der Verbalinspiration sei damit überholt, die Subjektgeltung des Menschen betone: Jeder, der Wahres spricht, redet im Heiligen Geist.
Dabei machte Simon seien Meinung deutlich, dass der wahre Sinn der Bibel nur in jener theistischen Überlieferungsgemeinschaft erforscht werden könne, die auch die Bibel mit ihren kanonischen Schriften im „Dialog mit der Wirklichkeit Gottes“ hervorgebracht habe: „In der Kirche“, die mit der Gemeinde Israel als Erfahrungsraum Jesu begonnen habe. Juden- und Christentum seien, wie Simon einmal behauptete, wesensgleich.
Einen wesentlichen Schritt nahm Simon damit vorweg: Der Gott Jesu ist der Gott der Christen; die christlichen Kirchen eine empfangsbezogen-lebensgeschichtlich durch alle Kulturen und Zeiten geschehende Weiterentwicklung der Gemeinde Israels mit der befreienden Botschaft Jesu vom bereits angebrochenen Gottesreich als Zentrum.
Nach Richard Simon kann nur derjenige kritisch genug sein, der erkannt hat, was die eigentliche Voraussetzung für alle Krisis (= historische Unterscheidungskraft) bleibt: Die „theistisch begabte Freiheit des Menschen“ als ursprünglicher Ort göttlicher Offenbarung.

## Werke
- Histoire critique du Vieux Testament, Rotterdam 1685 (Digitalisat auf archive.org)